# 王銳 (正德進士)
王銳（1487年—？），字子中，忠義前衛官籍順天府薊州平谷縣人，明朝政治人物。

## 生平
正德八年（1513年）癸酉科順天鄉試第十名舉人，十六年（1521年）中式辛巳科會試第七十六名，三甲第一百七十二名進士。授山東青州府蒙陰縣知縣

## 家族
曾祖王昇，百戶；祖父王紀，百戶；父王通，母劉氏。具庆下。